# Two People (singolo)
Two People è un singolo della cantante statunitense Tina Turner, pubblicato nel 1986 ed estratto dall'album Break Every Rule.

## Tracce
Singolo 7"
1. Two People
2. Havin' a Party